# 주성 (생물학)
주성(走性, taxis)은 동물이 외부 자극에 대하여 몸 전체가 일정한 방향으로 이동하는 것이다. 이 때, 자극이 오는 방향을 향하여 이동하는 것을 '양성 주성', 자극의 방향과 반대쪽으로 이동하는 것은 '음성주성'이라고 한다.  한편, 주성은 자극원의 종류에 따라서 여러 가지로 나뉜다. 즉, 자극이 빛인 경우는 '주광성', 화학 물질이면 '주화성', 전류인 경우는 '주전성'이라고 한다.

## 같이 보기
- 굴성